# 里奇兰堂区 (路易斯安那州)
里奇蘭堂區（英語：Richland Parish）是美國路易斯安那州東北部的一個堂區。面積1,462平方公里。根據美國2000年人口普查，共有人口20,981人。治所雷維爾 (Rayville)。
成立於1868年9月29日。堂區名的意思是「肥沃的土地」。